# Ananuri
Ananuri (gruzínsky ანანური) je pevnost na řece Aragvi v Gruzii, 66 km severně od Tbilisi. Hrad Ananuri se v 16. až 18. století stal nejdůležitější pevností ze všech, které lemovaly cestu z Mcchety na sever, směrem do nitra Kavkazu, k jediné přirozené průrvě v horské hradbě. Jde o jeden z největších a nejkrásnějších pozdně feudálních architektonických komplexů Gruzie.

## Popis
Pevnost sestává z obvodové zdi s verandou, kostela Panny Marie, menšího kostela Gvateba s věží s jehlancovou stupňovitou střechou svanetského typu, jednolodního kostela Mkurnali, věže Šeupovari, zvonice, studny a nádrže na vodu.

### Geografie

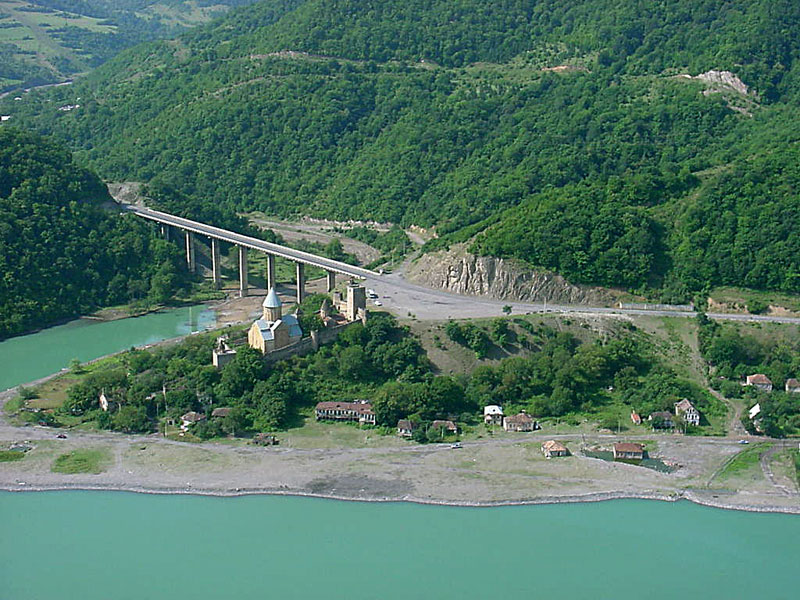
Ananuri s mostem přes řeku Arkala

Ananuri leží na pravém břehu Žinvalské přehradní nádrže při ústí řeky Arkala. Most přes Arkalu je součástí Gruzínské vojenské cesty.

### Historie
Pevnost Ananuri byla sídlem eristavů (vévodů pověřených zemskou správou) vévodství z Aragvi – dynastie feudálů, kteří vládli celé oblasti od 13. století. Pevnost byla dějištěm četných bitev. Její hlavní funkcí byla obrana cesty do vnitrozemí před vpádem Gruzínskou vojenskou cestou od Darialské soutěsky.
Roku 1739 čelila pevnost útoku vojska rivalitního vévodství vedeného vévodou Šanše z Ksani (gruzínsky შანშე ქსნის ერისთავი – Šanše Ksnis Eristavi; konec 17. století – 1753) a byla vypálena, při tom byl rod Aragviů zmasakrován. O čtyři roky později se místní sedláci proti vládě Šanše z Ksani vzbouřili, část uzurpátorů pobili a pozvali tehdejšího krále Kachetského království Teimuraze II. (gruzínsky თეიმურაზ II; 1680—1762), aby jim vládl přímo. Roku 1746 se ale sedláci vzbouřili znovu a Teimuraz II. musel potlačovat toto povstání za pomoci krále Kachetie Heraclia II. Pevnost pak plnila svou funkci až do začátku 19. století. Komplex měl být podle původního záměru přilehlou přehradou zatopen. Po protestech veřejnosti ale byla hráz nakonec snížena. V roce 2007 byla zanesena na předběžný seznam k zahrnutí do památek světového dědictví UNESCO.